# Skyfall
A Skyfall 2012-ben bemutatott angol-amerikai kaland-akciófilm, mely a huszonharmadik James Bond-film, valamint a harmadik, melyben Bond szerepét Daniel Craig alakítja. A film rendezője az Oscar-díjas Sam Mendes.
Az Amerikai Egyesült Államokban 2012. november 8-án mutatták be, míg Magyarországon egy héttel hamarabb, október 26-án szinkronizálva a Fórum Hungary forgalmazásában.
A Skyfallban Craig alakításában tovább zajlik Bond karakterének újraértelmezése, ahogy ez a 2006-os Casino Royale óta történik. M szerepét utoljára alakítja Judi Dench, ugyanakkor régi-új karakterek is bemutatkoznak a filmben. Bond ellenfelét a szintén Oscar-díjas Javier Bardem alakítja. A kritika kedvezően fogadta és dicsérte a filmet, főleg Craig előző, megosztó Bond-filmje után, a nézők véleménye is alapvetően pozitív volt. A Metacritic oldalán a film értékelése 81% a 100-ból, ami 43 véleményen alapul. A Rotten Tomatoeson a Skyfall 92%-os minősítést kapott, 296 értékelés alapján. A film 10-ből 7,8-es pontszámot gyűjtött be.
A film bemutatója egybeesett az első Bond-film, a Dr. No bemutatójának ötvenéves jubileumával, emiatt ebben a filmben is elhelyeztek utalásokat a korábbi filmekre. Betétdalát Adele énekli.

## Cselekmény
|  | Alább a cselekmény részletei következnek! |

Bond legutóbbi akciója minden erőfeszítése ellenére kudarccal végződik: egy orgyilkos megszerzi a titkos NATO ügynökök névsorát tartalmazó merevlemezt, ráadásul a férfi üldözése közben Bondot ügynöknőtársa véletlenül le is lövi. Mindenki holtnak hiszi, amíg valaki egy váratlan és különös támadást nem indít a titkosszolgálat és személy szerint M ellen. M széke amúgy is inog a kudarcba fúlt akció miatt, amiért felelős volt, miközben a támadás miatt a titkosszolgálat is kénytelen átszervezkedni, de Bond "feltámadva hamvaiból" újból felbukkan, hogy először is nekilásson visszaszerezni régi kondícióját, majd utána felkutassa a támadás kitervelőjét, aki a lemez ellopatásáért is felelős. A nyomok a Távol-Keletre vezetnek, egy ott rejtőző titokzatos Silva nevű emberhez, aki hackerként mindenről tud, és mint rövidesen kiderül minden helyzetben egy lépéssel mások előtt jár. Silva célja nem világuralom, hanem a bosszú egykori felettesén, aki elárulta: M-en. Bond exkollégájaként minden tettét ez motiválja, s csak Bond szemfülességének köszönhető, hogy nem jár sikerrel. De Bond és M nem nyugodhatnak meg, Silva következő támadását megelőzendő úgy döntenek, hogy ketten csalják tőrbe az elszánt figurát, innen pedig kezdetét veszi Bond és M talán legszemélyesebb kalandja a terroristává lett Silva ellen...
|  | Itt a vége a cselekmény részletezésének! |

## Szereplők
| Szereplő                      | Színész              | Magyar hang     |
| ----------------------------- | -------------------- | --------------- |
| James Bond                    | Daniel Craig         | Stohl András    |
| Raoul Silva                   | Javier Bardem        | Fekete Ernő     |
| M                             | Judi Dench           | Tímár Éva       |
| Eve                           | Naomie Harris        | Nádasi Veronika |
| Sévérine                      | Bérénice Lim Marlohe | Horváth Lili    |
| Gareth Mallory/M              | Ralph Fiennes        | Csankó Zoltán   |
| Q                             | Ben Whishaw          | Szatory Dávid   |
| Kincade                       | Albert Finney        | Rajhona Ádám    |
| Bill Tanner                   | Rory Kinnear         | Dolmány Attila  |
| Patrice                       | Ola Rapace           | Nincs szövege   |
| Clair Dowar védelmi miniszter | Helen McCrory        | Andresz Kati    |
| Dr. Hall                      | Nicholas Woodeson    | Forgács Gábor   |
| Kaszinómenedzser              | Chooye Bay           | Botár Endre     |